# Pêro Soares
Pêro Soares is een plaats (freguesia) in de Portugese gemeente Guarda en telt 89 inwoners (2001).